# Anablepia brevis
Anablepia brevis är en insektsart som beskrevs av Boris Petrovich Uvarov 1938. Anablepia brevis ingår i släktet Anablepia och familjen gräshoppor. Inga underarter finns listade i Catalogue of Life.